# Халимон, Павел Витальевич
Павел Витальевич Халимон (укр. Павло Віталійович Халімон; род. 10 июня 1983 года, Чернигов) — украинский предприниматель, политикволонтер. Кандидат наук по государственному управлению, доцент.Народный депутат Украины IX созыва.Заместитель председателя депутатской фракции партии «Слуга народа». Заместитель председателя Комитета Верховной Рады Украины по вопросам аграрной и земельной политики.Член межфракционного депутатского объединения "Добробат".

## Образование
В 2005 году кончил Национальную юридическую академию имени Ярослава Мудрого (факультет подготовки кадров для органов прокуратуры).

## Карьера и бизнес.
Халимон является финансовым директором ООО «Прометей-газ 1» , основной вид деятельности которого - грузовой автомобильный транспорт.
Он занимал должность директора ООО «Агро-хаус».
Работал начальником регистрационной службы Прилуцкого горрайонного управления юстиции в Черниговской области.Ранее работал в Прилуцком районном суде Черниговской области.

## Политическая деятельность
2014 — кандидат на должность Прилуцкого городского головы.
2015 — кандидат в депутаты Черниговского облсовета от партии «Наш край».
Официальный представитель Владимира Зеленского на президентских выборах в Черниговской области.
Кандидат в народные депутаты от партии «Слуга народа» на парламентских выборах 2019 года, № 55 в списке. На время выборов: финансовый директор ООО «Прометей-газ 1», член партии «Слуга народа». Проживает в городе Прилуки Черниговской области.
Заместитель председателя депутатской фракции партии «Слуга народа».
Заместитель председателя Комитета Верховной Рады по вопросам аграрной и земельной политики.

## Семья
Разведен. Воспитывает дочь и сына.